# Список эпизодов телесериала «Терминатор: Битва за будущее»
Список и описание серий научно-фантастического телесериала «Терминатор: Битва за будущее», премьера которого состоялась в США на телеканале Fox 13 января 2008 года. Общее количество эпизодов в двух сезонах — 31. Съёмки сериала официально прекращены 18 мая 2009 года.

## Описание сезонов
| Сезон | Сезон | Количество эпизодов | Премьера первого эпизода | Премьера последнего эпизода | Дата релиза на DVD и/или Blu-Ray | Дата релиза на DVD и/или Blu-Ray | Дата релиза на DVD и/или Blu-Ray | Дата релиза на DVD и/или Blu-Ray |
| Сезон | Сезон | Количество эпизодов | Премьера первого эпизода | Премьера последнего эпизода | Регион 1                         | Регион 2                         | Регион 4                         | Регион 5                         |
| ----- | ----- | ------------------- | ------------------------ | --------------------------- | -------------------------------- | -------------------------------- | -------------------------------- | -------------------------------- |
|       | 1     | 9                   | 13 января 2008 года      | 3 марта 2008 года           | 19 августа 2008 года             | 11 августа 2008 года             | 13 августа 2008 года             | 10 марта 2009 года               |
|       | 2     | 22                  | 8 сентября 2008 года     | 10 апреля 2009 года         | 22 сентября 2009 года            | 30 ноября 2009                   | —                                | —                                |

## Сезоны

### Первый сезон (2008)
| Номер эпизода | Название                                           | Дата премьеры                                               | Режиссёр              | Сценарист                       | Количество зрителей в США (миллионов) |
| --- | -------------------------------------------------- | ----------------------------------------------------------- | --------------------- | ------------------------------- | ------------------------------------- |
| 1 (1-01) | «Pilot» (рус. «Пилотная серия»)                    | 13 января 2008 года ( США) · 28 марта 2008 года ( Россия)   | Дэвид Наттер          | Джош Фридман                    | 18,3                                  |
| 1999 год. Камерон спасает Джона от терминатора по имени Кромарти, присланного с целью убить его. Сара и Джон узнают, что им не удалось изменить будущее и война все равно началась. Вместе с Камерон они совершают прыжок в будущее, в 2007 год. |                                                    |                                                             |                       |                                 |                                       |
| |                                                    |                                                             |                       |                                 |                                       |
| 2 (1-02) | «Gnothi Seauton» (рус. «Познай себя»)              | 14 января 2008 года ( США) · 28 марта 2008 года ( Россия)   | Дэвид Наттер          | Джош Фридман                    | 10,7                                  |
| 2007 год: Сара пытается сделать новые документы и обращается за помощью к старому другу Энрике. Кромарти начинает восстанавливать себя. |                                                    |                                                             |                       |                                 |                                       |
| |                                                    |                                                             |                       |                                 |                                       |
| 3 (1-03) | «The Turk» (рус. «Турок»)                          | 21 января 2008 года ( США) · 28 марта 2008 года ( Россия)   | Пол Эдвардс           | Джон Вирт                       | 8,65                                  |
| Сара знакомится с Энди Гудом, изобретателем компьютерной программы для игры в шахматы «Турок». Джон и Камерон проводят первый день в новой школе. |                                                    |                                                             |                       |                                 |                                       |
| |                                                    |                                                             |                       |                                 |                                       |
| 4 (1-04) | «Heavy Metal» (рус. «Тяжелый металл»)              | 4 февраля 2008 года ( США) · 4 апреля 2008 года ( Россия)   | Серджио Мимика Геззан | Джон Энбом                      | 8,85                                  |
| В порт прибывает груз редкого металла, который может пригодиться «Скайнету» в будущем. Сара и Джон пытаются выследить груз. Кромарти принимает облик актёра Джорджа Ласло. |                                                    |                                                             |                       |                                 |                                       |
| |                                                    |                                                             |                       |                                 |                                       |
| 5 (1-05) | «Queen’s Gambit» (рус. «Королевский гамбит»)       | 11 февраля 2008 года ( США) · 4 апреля 2008 года ( Россия)  | Мэтт Эрл Бисли        | Натали Чаидез                   | 8,3                                   |
| «Турок» Энди Гуда участвует в шахматном поединке с японской программой-конкурентом, победитель которого получит военный контракт. Затем его находят убитым. Сара и Камерон спасают из тюрьмы Дерека Риза (бойца сопротивления, который оказался дядей Джона), по пути уничтожая Вика Чемберлена — терминатора, присланного с целью уничтожить участников сопротивления. |                                                    |                                                             |                       |                                 |                                       |
| |                                                    |                                                             |                       |                                 |                                       |
| 6 (1-06) | «Dungeons & Dragons» (рус. «Подземелья и драконы») | 18 февраля 2008 года ( США) · 11 апреля 2008 года ( Россия) | Джеффри Хант          | Эшли Эдвард Миллер и Зак Стентз | 8,1                                   |
| Чтобы вылечить Дерека Риза, умирающего от огнестрельной раны, нанесенной ему Виком, Джон зовёт бывшего жениха Сары, врача Чарли. Пока Чарли занимается лечением, Дереку снится его жизнь на фронте. |                                                    |                                                             |                       |                                 |                                       |
| |                                                    |                                                             |                       |                                 |                                       |
| 7 (1-07) | «The Demon Hand» (рус. «Рука демона»)              | 25 февраля 2008 года ( США) · 11 апреля 2008 года ( Россия) | Чарльз Бисон          | Тони Грэфия                     | 7,12                                  |
| Агент Джеймс Эллисон беседует с персоналом психиатрической больницы, где лежала Сара. В его портфеле лежит рука уничтоженного киборга Вика, которую пытается найти Сара. В это время Камерон берёт уроки балета, разыскивая «Турка». |                                                    |                                                             |                       |                                 |                                       |
| |                                                    |                                                             |                       |                                 |                                       |
| 8 (1-08) | «Vick’s Chip» (рус. «Микросхема Вика»)             | 3 марта 2008 года ( США) · 18 апреля 2008 года ( Россия)    | Джей Миллер Тобин     | Дэниел Т. Томсен                | 7,75                                  |
| Дерек находит чип Вика у Камерон в комнате и, прямо в её присутствии, не в первый раз предупреждает Сару и Джона о том, что не стоит слепо доверять «этому киборгу», ведь кто знает, что на самом деле у неё на уме. Вместе герои решают исследовать чип Вика, чтобы выяснить, чем он занимался. Кромарти, под видом агента ФБР, продолжает поиски Джона и с этой целью ходит по всем школам и проверяет всех юношей возрастом от 15 до 18 лет, сравнивая их лицо с лицом Джона у себя в базе данных. До Камерон от учеников дошёл слух о том, что в школе агент ФБР кого-то ищет, на перемене она обнаружила Кромарти стоящим в кабинете. Чтобы отвести опасность от Джона, она посылает к терминатору его друга, который представляется фиктивным именем, под которым в школе учится Джон Коннор. Сравнив его лицо с лицом Джона и не найдя в конечном итоге главную цель, Кромарти уходит из этой школы. Тем временем Джону, просматривающему видеозаписи с чипа Вика, удаётся многое узнать о том, чем тот занимался. Терминатор женился на программистке, разрабатывавшей дорожно-транспортную систему города — будущие «глаза» «Скайнета». После успешного завершения проекта Вик убил её. Герои решают нарушить работу разработанной системы. Для этого Дерек и Сара ночью проникают в городскую администрацию и пытаются внедрить вирус в систему, однако она его блокирует, поднимая тревогу. В итоге Дерек, Сара, Джон и Камерон решают, что единственным выходом остается напрямую подключить чип Камерон, чтобы она предотвратила работу столь важного в будущем для «Скайнета» компонента. Джон лично извлекает чип из головы Камерон. Одетые в униформу работников дорожной службы, Дерек и Джон подключают ноутбук с чипом Камерон к системе через один из светофоров в городе. Через полминуты во всем городе нарушается работа системы, выходят из строя все светофоры, видеокамеры и системы наблюдения. Камерон справилась с заданием. Дерек отсоединяет процессор киборга от ноутбука и предупреждает Джона, что в будущем «одна из этих штуковин» убьет его, на что Джон ему отвечает: «может быть и убьет, но не эта…» Дереку нечего ответить и он отдает чип Джону. Возвратив его на своё место в эндоскелет Камерон, Джон, на мгновение склонившись над девушкой, нежно гладит её по голове, понимая, что она ему дорога и уже является больше, чем просто бездушным роботом. |                                                    |                                                             |                       |                                 |                                       |
| |                                                    |                                                             |                       |                                 |                                       |
| 9 (1-09) | «What He Beheld» (рус. «Что он видел»)             | 3 марта 2008 года ( США) · 18 апреля 2008 года ( Россия)    | Майк Рол              | Ян Голдберг                     | 8,29                                  |
| Камерон и Сара приходят в интернет-кафе, чтобы договориться с Саркисяном о покупке «Турка». Однако он сам не появляется и отправляет на арендованный ими компьютер информацию о цене и месте встречи. Он запрашивает 500,000 $. Тем временем, Саркисян приходит к племяннику старого друга Сары — Энрике и, убив его охранников, узнает адрес Сары. Все это тайком видела его подружка. К Чарли Диксону приходит агент ФБР Джеймс Эллисон и пытается убедить его «сдать» месторасположение Сары, однако Чарли отрицает даже тот факт, что Сара жива, ссылаясь на официальную версию её гибели 8 лет назад при ограблении банка, вскользь упомянув о другом агенте ФБР — Кестере, который недавно тоже интересовался Сарой. В это время Сара и Дерек идут на заранее оговоренное место встречи с Саркисяном, в людном кафе, но он не появляется там. Когда они возвращаются домой, то застают Саркисяна, ждущего их там. Он назначает им новую цену за «Турка» — 2 млн. $ через 24 часа. Дерек угрожает ему расправой, но Саркисян говорит, что если он не выйдет из их дома через 10 минут, то «его люди» заявят о Саре в ФБР, а также расправятся с Джоном и его сестрой Камерон, за которыми они уже следят, на экскурсии их класса, в музее. Дереку ничего не остается, как опустить пистолет. Тем временем в музее, после небольшого разговора о 16-м дне рождения Джона, Камерон замечает странного человека, издали не спускающего с них глаз, и молча устремляется в его направлении, однако учитель останавливает её и говорит, чтобы она не отставала от своего класса. И всё же после окончания экскурсии она убивает подозрительного человека и вместе с Джоном привозит его труп домой. Он оказывается подручным Саркисяна. Понимая, что ситуация выходит из-под контроля и существует вероятность, что их тайны раскроют, Сара и Дерек решают вновь пуститься в бега, чем сильно недоволен Джон, который уже устал от такой жизни и хочет пожить, как все нормальные люди, а не «прятаться всю жизнь по норам». Но тут появляется подружка убитого племянника Энрике и отводит героев к Саркисяну. Саркисян, видя Сару, Дерека, Джона и Камерон, решает убежать и захватывает Джона в заложники, держа пистолет у его головы. Однако Дерек метким выстрелом убивает Саркисяна, и они забирают винчестер его компьютера к себе домой, надеясь найти на нём «Турка». На следующий день Джону исполняется 16 лет, и Дерек, отрывая того от расшифровки данных на винчестере Саркисяна, идет с Джоном на прогулку в парк, специально приведя его к тому месту, где он сам со своим младшим братом Кайлом Ризом, не о чём не подозревающие, играют на лужайке в бейсбол. Сидя вместе с Дереком в стороне и наблюдая за молодыми отцом и дядей, Джон не может сдержать слёз. Тем временем Эллисон выходит на след таинственного агента Кестера (под личиной которого на самом деле скрывается Кромарти), подозревая, что он «не человек». Вместе с вызванной группой захвата, они решают штурмовать квартиру Кестера, однако, недооценивая киборга, вся команда, за исключением Эллисона, погибает. Кромарти, видя, что Эллисон отчаялся, не сопротивляется и не в состоянии нанести ему урон, решает не убивать того. Киборг уходит. Тем временем, решая «разбавить» нелегкую жизнь своего сына, в честь его дня рождения Сара хочет устроить праздничный ужин, сообщив Джону, что для начала послала Камерон за тортом для торжества, и предложив оторваться от компьютера, за которым Джон всё ещё дешифрует данные с винчестера Саркисяна. Джон соглашается, но в последний момент замечает интересный файл. Файл содержит информацию о настоящем Саркисяне и его фотографию. Они понимают, что убили подставного человека, и «Турка» на этом винчестере им, скорее всего, тоже не найти. В это время Камерон подходит к автомобилю для поездки за праздничным тортом. Садясь в него, она замечает странного человека, быстро удаляющегося от дома Конноров вдоль улицы по тротуару. Этим человеком оказывается настоящий Саркисян. Камерон заводит автомобиль и происходит мощный взрыв. |                                                    |                                                             |                       |                                 |                                       |
| |                                                    |                                                             |                       |                                 |                                       |

### Второй сезон (2008—2009)
| Номер эпизода | Название                                                                                        | Дата премьеры                                                 | Режиссёр                      | Сценарист                       | Количество зрителей в США (миллионов) |
| --- | ----------------------------------------------------------------------------------------------- | ------------------------------------------------------------- | ----------------------------- | ------------------------------- | ------------------------------------- |
| 10 (2-01) | «Samson and Delilah» (рус. «Самсон и Делайла»)                                                  | 8 сентября 2008 года ( США) · 17 августа 2011 года ( Россия)  | Дэвид Наттер                  | Джош Фридман                    | 6,34                                  |
| События начинаются на том самом месте, где заканчиваются события последней серии первого сезона. Камерон садится в джип, не зная того, что Саркисян заложил туда бомбу. Джип взрывается, и нарушается работа её чипа. Вследствие этого она возвращается к своей первостепенной цели — ликвидировать Джона Коннора. После продолжительной погони Камерон за Джоном и Сарой, её побеждают, зажав между грузовиками. И, когда Джон с намерением остановить Камерон извлекает её чип, она, в последние мгновения, произносит «Я люблю тебя, Джон». Рука Джона не поднялась уничтожить её, и он, рискуя своей жизнью, через некоторое время, вместо того, чтобы расплавить эндоскелет Камерон, возвращает её чип, предварительно «восстановив» его. Камерон провела проверку и восстановила прежнее состояние системы, более не пытаясь его убить. К разговору о её признании они не возвращаются. Президент технологической корпорации «Зейра» (англ. Zeira Corporation, ZeiraCorp) Кэтрин Уивер приобретает «Турка» и объявляет о создании нового отдела компании. Фильм не утаивает, что она является новым жидко-металлическим терминатором модели Т-1001, однако её цели совсем иные, нежели охота на конкретных личностей. Она создает искусственный интеллект, подобный ИИ «Скайнета». |                                                                                                 |                                                               |                               |                                 |                                       |
| |                                                                                                 |                                                               |                               |                                 |                                       |
| 11 (2-02) | «Automatic for the People» (рус. «Автоматика для людей»)                                        | 15 сентября 2008 года ( США) · 18 августа 2011 года ( Россия) | Джеффри Хант                  | Натали Чаидез                   | 5,49                                  |
| Тяжело раненый участник сопротивления, явившийся из будущего, сообщает, что нужно остановить Карла Гринвея на атомной электростанции Серрано-Пойнт, которая в будущем станет одной из ключевых баз в борьбе со «Скайнетом». Сара, Дерек и Камерон отправляются на электростанцию. Им удается узнать, что через два дня должны запустить атомный реактор под руководством Гринвея. Сара знакомится с ним и узнает, что он откладывает запуск из-за неполадок. Камерон взламывает компьютер и выясняет, что неполадка связана с несоответствием в системе охлаждения. На следующий день Дерек обнаруживает Карла Гринвея повешенным в собственном доме, в тот же момент Сара видит Гринвея на станции и понимает, что это терминатор. Терминатор запускает реактор, не обращая внимание на угрозу аварии. Камерон и Сара пытаются восстановить охлаждение реактора, Камерон уничтожает терминатора, швырнув его на огромные трансформаторы, где тот получает слишком большой разряд тока. Тем временем, Джон находит себе подругу, — девушку по имени Райли, и приглашает её домой. Это вызывает недовольство Сары. После предотвращения аварии на станции решено установить автоматизированные технологии, разработанные фирмой Кэтрин Уивер. Кэтрин Уивер продолжает разработку своего нового проекта. После возвращения домой Сара, Джон и Дерек обнаруживают последние слова умирающего члена сопротивления, прибывшего в начале эпизода — список людей и мест, которые могут иметь хоть какое-то отношение к «Скайнету». |                                                                                                 |                                                               |                               |                                 |                                       |
| |                                                                                                 |                                                               |                               |                                 |                                       |
| 12 (2-03) | «The Mousetrap» (рус. «Мышеловка»)                                                              | 22 сентября 2008 года ( США) · 24 августа 2011 года ( Россия) | Билл Иглз                     | Джон Вирт                       | 5,82                                  |
| Кромарти похищает жену Чарли. Пока Сара и Дерек пытаются её спасти, Джон сбегает от Камерон, чтобы провести время с Райли. Кромарти звонит Джону и голосом матери назначает встречу на пирсе. Джон приходит, но там его ждет не Сара, а терминатор. Спасаясь от него, он ныряет в воду. Кромарти следует за ним, но, так как он сделан из тяжелого металла, уходит ко дну. В этот момент Камерон находит Джона. Сара, Дерек, Чарли и его супруга Мишель пытаются выбраться из здания, в котором Кромарти держал жену Чарли. Происходит взрыв, Мишель получает ранение. Её пытаются доставить в больницу, но рана слишком серьёзная, и женщина всё-таки погибает. Серия заканчивается похоронами Мишель. |                                                                                                 |                                                               |                               |                                 |                                       |
| |                                                                                                 |                                                               |                               |                                 |                                       |
| 13 (2-04) | «Allison from Palmdale» (рус. «Эллисон из Палмдейл»)                                            | 29 сентября 2008 года ( США) · 25 августа 2011 года ( Россия) | Чарльз Бисон                  | Тони Грэфия                     | 5,34                                  |
| У Камерон по неизвестной причине происходит сбой и она временно забывает, что она киборг. В ней начинает работать скопированная матрица личности реальной девушки Эллисон Янг — бойца сопротивления, которую Камерон допрашивала о местоположении Джона Коннора, ещё будучи на стороне «Скайнета». В этой серии зрители узнают историю происхождения Камерон. Жидкометаллическая Кэтрин Уивер берёт ушедшего из ФБР Джеймса Эллисона на работу в должности начальника службы безопасности компании «Зейра». Он должен помочь ей найти других терминаторов. |                                                                                                 |                                                               |                               |                                 |                                       |
| |                                                                                                 |                                                               |                               |                                 |                                       |
| 14 (2-05) | «Goodbye to All That» (рус. «Прощайся с этим»)                                                  | 6 октября 2008 года ( США) · 31 августа 2011 года ( Россия)   | Брайан Спайсер                | Эшли Эдвард Миллер и Зак Стентз | 5,79                                  |
| Дерек из газет узнает, что произошло убийство некого Мартина Беделла. Он догадывается, что его убил терминатор, который, вероятно, запрограммирован на убийство всех людей с таким сочетанием имени и фамилии. Мартин Беделл — одна из ключевых фигур в окружении Джона Коннора в будущем. Выпускник военной академии, Беделл важен тем, что поможет Джону создать дееспособное и организованное сопротивление, а позднее спасет жизнь Джону и ещё 39 пленникам концлагеря «Скайнета». Дерек знает Беделла в лицо, знает его биографию — терминатор убил не того. Джон и Дерек внедряются в военную академию, чтобы защитить будущего члена сопротивления от покушения Т-888. Тем временем Сара и Камерон охраняют другого Мартина Беделла, маленького мальчика, так как понимают, что терминатор может прийти сначала за ним. Уивер даёт Эллисону его первое задание. |                                                                                                 |                                                               |                               |                                 |                                       |
| |                                                                                                 |                                                               |                               |                                 |                                       |
| 15 (2-06) | «The Tower Is Tall But the Fall Is Short» (рус. «Башня высока, но падение короткое»)            | 20 октября 2008 года ( США) · 1 сентября 2011 года ( Россия)  | Тауния Маккирнан              | Дэнис Зэ                        | 5,02                                  |
| Т-1001 по непонятной пока причине нужен доктор-психолог. Сара, Джон и Камерон обнаруживают кое-кого ещё из их списка. Из будущего неожиданно прибывает девушка Дерека — Джесси. В отличие от всех остальных она воспользовалась машиной времени не по заданию, а самовольно, чтобы сбежать от войны в светлое прошлое, однако позже выясняется, что цели у неё были другие. |                                                                                                 |                                                               |                               |                                 |                                       |
| |                                                                                                 |                                                               |                               |                                 |                                       |
| 16 (2-07) | «Brothers of Nablus» (рус. «Братья Наблуса»)                                                    | 3 ноября 2008 года ( США) · 7 сентября 2011 года ( Россия)    | Милан Чейлов                  | Ян Голдберг                     | 5,17                                  |
| К агенту Эллисону является терминатор — копия самого агента, с намерением убить, но Джеймса спасает Кромарти. Кромарти позволяет себе слишком много противоречий со «Скайнетом» и он убеждён, что Эллисон рано или поздно выведет его на Конноров. Сара и Камерон ищут людей, ограбивших их дом, и, после возвращения украденного, Камерон расправляется с ними. |                                                                                                 |                                                               |                               |                                 |                                       |
| |                                                                                                 |                                                               |                               |                                 |                                       |
| 17 (2-08) | «Mr. Ferguson is Ill Today» (рус. «Мистер Фергусон сегодня приболел»)                           | 10 ноября 2008 года ( США) · 8 сентября 2011 года ( Россия)   | Майкл Нанкин                  | Дэниел Т. Томсен                | 5,15                                  |
| Сара и Камерон делают попытку разлучить Джона с Райли, чтобы она не была в опасности и не ставила в опасность их: она не очень надёжный человек, которому нельзя доверить их тайну. Но Джон и Райли сбегают на прогулку в Мексику, Кромарти не отстаёт от них ни на шаг. Он приходит в церковь, где молится агент Эллисон, но оказывается загнанным в ловушку, и его уничтожают Дерек, Сара, Камерон и Джон. Его чип Сара расколотила в порошок, хотя он пригодился бы Камерон для будущих целей. |                                                                                                 |                                                               |                               |                                 |                                       |
| |                                                                                                 |                                                               |                               |                                 |                                       |
| 18 (2-09) | «Complications» (рус. «Осложнения»)                                                             | 17 ноября 2008 года ( США) · 14 сентября 2011 года ( Россия)  | Стивен ДэПолл                 | Джон Вирт и Ян Голдберг         | 5,09                                  |
| Саре снятся кошмары, в которых фигурирует знак из трёх точек. Джон считает, что мать переутомилась. Вместе с Камерон Джон ищет исчезнувшее тело Кромарти. Вместе они допрашивают Джеймса Эллисона, но тот клянётся, что ни при чём. Однако он соврал им, как и предполагала Камерон. Позже Эллисон отдаёт тело Кромарти своей работодательнице Кэтрин Уивер. Дерек и его подружка пытаются расколоть пойманного Джесси агента «Скайнета» — Чарльза Фишера, присланного из будущего. Работой Фишера в будущем было обучение терминаторов модели Т-888 человеческому поведению и пыткам людей. Также Джесси говорит о том, что Фишер пытал Дерека, однако последний не помнит ни пыток ни самого Чарльза, что заставляет Дерека задуматься над тем, что его действия в прошлом уже начали вносить изменения в будущее. В конце эпизода Джесси всё-таки убивает Чарльза из будущего, а молодой Фишер из настоящего попадает в тюрьму на пожизненное заключение за преступление, которое совершил ранее его аналог из будущего. |                                                                                                 |                                                               |                               |                                 |                                       |
| |                                                                                                 |                                                               |                               |                                 |                                       |
| 19 (2-10) | «Strange Things Happen at the One Two Point» (рус. «Странные вещи происходят в точке один два») | 24 ноября 2008 года ( США) · 15 сентября 2011 года ( Россия)  | Скотт Питерс                  | Эшли Эдвард Миллер и Зак Стентз | 4,57                                  |
| Навязчивые идеи Сары о символе из трёх точек ведут её к компании, у которой, по её мнению, есть «Турок». Однако поиски в этом направлении ни к чему не приводят. Джесси понимает, что кое-кто может помешать её планам. Джеймс Эллисон сталкивается с неожиданными последствиями разработок компании «Зейра» — мощный ИИ по имени Джон Генри случайно убивает доктора Шермана, психолога, нанятого ранее Кэтрин Уивер для помощи в его развитии и обучении. Кэтрин Уивер предлагает Эллисону работу по «очеловечиванию» Джона Генри, и тот, хоть и с колебаниями, соглашается. У Райли происходит нервный срыв, показывающий, что она прекрасно осведомлена о предстоящем Судном дне и последующих событиях. |                                                                                                 |                                                               |                               |                                 |                                       |
| |                                                                                                 |                                                               |                               |                                 |                                       |
| 20 (2-11) | «Self Made Man» (рус. «Человек, сделавший себя сам»)                                            | 1 декабря 2008 года ( США) · 21 сентября 2011 года ( Россия)  | Холли Дэйл                    | Тони Грэфия                     | 5,82                                  |
| Выясняется, что у Камерон есть секреты. По ночам она ходит к своему другу-библиотекарю Эрику, который дежурит в ночную смену в книгохранилище местной библиотеки. Душевный малый с тяжёлой судьбой болен раком, передвигается на инвалидной коляске. Вместе исследуя архивы, они находят исторические упоминания о терминаторе, ставшем известным под именем Майрон Старк, по ошибке попавшем не в то время, а именно в 31 декабря 1920. Своим появлением он случайно убил крупного банкира, которому суждено было построить важное в будущем для «Скайнета» здание, где данный терминатор должен будет в 2010 году убить губернатора Калифорнии. Майрон Старк заменяет банкира собой и становится ударником труда, организуя строительство нужного здания. Благодаря этим изысканиям Камерон находит терминатора в режиме ожидания, замурованного в стену здания до нужного часа, напротив места убийства губернатора. Она убивает Старка, предварительно прищемив его лифтом. Тем временем отношения Джона и Райли продолжают улучшаться. |                                                                                                 |                                                               |                               |                                 |                                       |
| |                                                                                                 |                                                               |                               |                                 |                                       |
| 21 (2-12) | «Alpine Fields» (рус. «Элпайн Филдс»)                                                           | 8 декабря 2008 года ( США) · 22 сентября 2011 года ( Россия)  | Чарльз Бисон и Брайан Спайсер | Джон Энбом                      | 5,25                                  |
| Сара, Камерон и Дерек пытаются спасти семью от ещё одного терминатора Т-888. Судьба этой семьи важна для успеха сопротивления — девочка, которая родится в этой семье, будет иметь иммунитет к страшному вирусу, созданному «Скайнетом» для борьбы с человечеством. Также раскрываются подробности первой встречи Дерека с Джесси в будущем. |                                                                                                 |                                                               |                               |                                 |                                       |
| |                                                                                                 |                                                               |                               |                                 |                                       |
| 22 (2-13) | «Earthlings Welcome Here» (рус. «Приветствуем жителей Земли»)                                   | 15 декабря 2008 года ( США) · 28 сентября 2011 года ( Россия) | Феликс Энрике Алькала         | Натали Чаидез                   | 5,29                                  |
| В поисках смысла трёх точек, которые Сара видела ранее в своих кошмарах, она находит блогера, которому кое-что известно о символе. Парень, у которого проблемы с законом и ориентацией, охотится на НЛО, хотя есть вероятность, что это никакие не инопланетяне. Тем временем у Райли и Камерон происходит конфликт на почве отношений с Джоном. Также раскрываются некоторые детали в отношениях Райли и Джесси. Джеймс Эллисон пытается объяснить Джону Генри ценность человеческой жизни. В конце эпизода Сара находит небольшую фабрику в пустыне, связанную с её поисками, начатыми в начале эпизода, но попытка проникнуть на неё заканчивается не очень удачно. Она убивает охранника и получает тяжёлое ранение в ногу. Теряя сознание, она видит над собой в лучах света невероятный летающий объект. |                                                                                                 |                                                               |                               |                                 |                                       |
| |                                                                                                 |                                                               |                               |                                 |                                       |
| 23 (2-14) | «The Good Wound» (рус. «Исцеляющая рана»)                                                       | 13 февраля 2009 года ( США) · 29 сентября 2011 года ( Россия) | Джефф Вулноуг                 | Эшли Эдвард Миллер и Зак Стентз | 3,71                                  |
| Раненой Саре является образ Кайла Риза, который помогает ей сбежать из больницы. Однако рана опасна, и пулю ещё не извлекли, к тому же есть улики, которые могут навести власти на её след. Пулю извлекает независимый врач — заложница, ставшая товарищем. Тем временем Кэтрин Уивер пытается защитить Джона Генри, что приводит к фатальным последствиям. |                                                                                                 |                                                               |                               |                                 |                                       |
| |                                                                                                 |                                                               |                               |                                 |                                       |
| 24 (2-15) | «Desert Cantos» (рус. «Песни Пустыни»)                                                          | 20 февраля 2009 года ( США) · 5 октября 2011 года ( Россия)   | Джей Миллер Тобин             | Джон Вирт и Ян Голдберг         | 3,84                                  |
| Джеймс Эллисон опасается за то, кем станет Джон Генри, когда обучится. Кэтрин Уивер нападает на ту самую секретную фабрику в пустыне, где подстрелили Сару, и уничтожает её. Но оказалось, что погибли не все. След приводит команду Конноров к тайнику, где хранилась разработка, которую местные жители принимали за НЛО — секретный беспилотник. Его и видела Сара. |                                                                                                 |                                                               |                               |                                 |                                       |
| |                                                                                                 |                                                               |                               |                                 |                                       |
| 25 (2-16) | «Some Must Watch, While Some Must Sleep» (рус. «Тот караулит — этот спит»)                      | 27 февраля 2009 года ( США) · 12 октября 2011 года ( Россия)  | Скотт Лаутанен                | Натали Чаидез и Дэнис Зэ        | 3,42                                  |
| Преследуемая в ночных кошмарах охранником, которого она убила на фабрике, Сара ложится в клинику сна. Когда в клинике стало происходить что-то странное, Сара начинает подозревать, что «Скайнет» может использовать клинику сна как прикрытие для изучения человеческого мозга. |                                                                                                 |                                                               |                               |                                 |                                       |
| |                                                                                                 |                                                               |                               |                                 |                                       |
| 26 (2-17) | «Ourselves Alone» (рус. «Мы одни»)                                                              | 6 марта 2009 года ( США) · 13 октября 2011 года ( Россия)     | Джефф Вулноуг                 | Тони Грэфия и Дэниел Т. Томсен  | 2,96                                  |
| У Камерон проявляются новые сбои — непроизвольные рефлексы. Камерон задается вопросом, можно ли ей доверять и не станет ли она снова пытаться убить Джона, но сам он больше обеспокоен тем, что Камерон может убить Райли из-за того, что последняя привлекает слишком много внимания окружающих. Тем временем Райли выясняет, что её напарница, Джесси, предала её, и пытается спровоцировать Камерон на убийство Райли, чтобы Джон навсегда отвернулся от Камерон. При попытке выяснить отношения наедине, у Райли и Джесси происходит драка, и Джесси убивает её. |                                                                                                 |                                                               |                               |                                 |                                       |
| |                                                                                                 |                                                               |                               |                                 |                                       |
| 27 (2-18) | «Today is the Day, Part 1» (рус. «Особенный день, Часть 1»)                                     | 13 марта 2009 года ( США) · 13 октября 2011 года ( Россия)    | Гай Норман Би                 | Эшли Эдвард Миллер и Зак Стентз | 3,50                                  |
| Джесси вспоминает изменившую её жизнь боевую задачу на борту военной субмарины «Джимми Картер». Подводной лодкой управлял перепрограммированный терминатор, который в один момент внезапно изменил маршрут. Он сказал Джесси, что Джон Коннор приказал ему забрать загадочный груз с прибрежной нефтяной платформы. Тем временем, Сара узнает о смерти Райли и обвиняет во всем Камерон, однако Джон сомневается в этом. Сара и Джон решают, что они более не могут продолжать жить в текущем доме и планируют покинуть его. На прощание Джон пробирается в морг, чтобы последний раз увидеть Райли, однако замечает следы драки на её теле. Он понимает, что если бы Райли убила Камерон, то она сделала бы это очень легко и без причинения лишних телесных повреждений. |                                                                                                 |                                                               |                               |                                 |                                       |
| |                                                                                                 |                                                               |                               |                                 |                                       |
| 28 (2-19) | «Today is the Day, Part 2» (рус. «Особенный день, Часть 2»)                                     | 20 марта 2009 года ( США) · 19 октября 2011 года ( Россия)    | Гай Норман Би                 | Эшли Эдвард Миллер и Зак Стентз | 3,65                                  |
| Роковой поворот в миссии Джесси на субмарине — груз, который они забрали с нефтяной платформы, и о котором ничего не знал экипаж подлодки, оказывается замороженным контейнером, в котором содержится жидкометаллический терминатор. При открытии контейнера робот принимает облик женщины и, прежде чем сбежать с корабля, велит Джесси передать Джону Коннору отрицательный ответ. На базе Камерон объясняет Джесси, что это был ответ на предложение присоединиться к сопротивлению. Коннор знает, что у модели Т-1001 нет возможности отключить самообучение центрального процессора, поэтому она может пересмотреть своё мировоззрение и перейти на сторону человечества, что, собственно она и сделала — Т-1001 с подлодки вернулась в прошлое, чтобы создать оружие против «Скайнета», используя «Турка». Сара не доверяет Камерон, все считают, что Райли убила именно она, так как у Камерон даже были некоторые проявления ревности. Но в итоге Джон узнаёт правду и приходит к Джесси, но не убивает её, а отпускает с позором, мотивируя это тем, что Райли её смерть уже не вернёт. Джесси уходит, но на парковке её ждет Дерек. После небольшого прощального разговора он говорит ей, что Джон сказал отпустить её, но Дерек — не Джон Коннор… Джесси понимает, что Дерек хочет убить её и делает отчаянную попытку убежать. Дерек достаёт пистолет и стреляет ей вслед. |                                                                                                 |                                                               |                               |                                 |                                       |
| |                                                                                                 |                                                               |                               |                                 |                                       |
| 29 (2-20) | «To the Lighthouse» (рус. «К Маяку»)                                                            | 27 марта 2009 года ( США) · 20 октября 2011 года ( Россия)    | Гай Ферланд                   | Натали Чаидез                   | 3,83                                  |
| Опасаясь за свою жизнь, Сара прячет Джона в безопасном доме вместе с единственным, кому она может доверять — Чарли Диксоном. Однако, оказывается, что место не безопасное. Чарли погибает. Камерон и Дерек пытаются работать вместе. Камерон рассказывает Дереку о том, что Джесси была беременна, но потеряла ребёнка во время событий на борту субмарины. На Джона Генри производится кибер-атака со стороны ИИ, которого он идентифицирует как своего «брата» и который, вероятно, является прототипом «Скайнета». |                                                                                                 |                                                               |                               |                                 |                                       |
| |                                                                                                 |                                                               |                               |                                 |                                       |
| 30 (2-21) | «Adam Raised a Cain» (рус. «Адам взрастил Каина»)                                               | 3 апреля 2009 года ( США) · 26 октября 2011 года ( Россия)    | Чарльз Бисон                  | Тони Грэфия                     | 3,35                                  |
| Джон вычисляет, что Саванна может стать следующей целью «Скайнета». Он не ошибся, и за ней приходит ещё один терминатор, выдавший себя за доставщика воды. В схватке с этим терминатором в доме Кэтрин Уивер гибнет Дерек. За спасение Саванны, Уивер хочет поблагодарить Сару лично и заодно узнать больше о Камерон, однако Сару хватает полиция и сажает в тюрьму за многие преступления перед федеральным законом. Джону и Камерон удаётся скрыться. В довершение к этому становится ясно, что Сара больна раком, о чём ранее говорила Камерон. |                                                                                                 |                                                               |                               |                                 |                                       |
| |                                                                                                 |                                                               |                               |                                 |                                       |
| 31 (2-22) | «Born to Run» (рус. «Рождённый бежать»)                                                         | 10 апреля 2009 года ( США) · 27 октября 2011 года ( Россия)   | Джеффри Хант                  | Джош Фридман                    | 3,60                                  |
| После неудачной попытки ликвидации Саванны, терминатор из предыдущего эпизода идёт к своей следующей цели — Кэтрин Уивер, не ведая того, что настоящая Кэтрин была убита и скопирована Т-1001. Кэтрин легко расправляется с терминатором. Сара связывается со священником и просит передать послание сыну, чтобы тот не пытался освободить её из тюрьмы и бежал, однако после этого Кэмерон поймала следившего за ними агента Эллисона, которого отправила Уивер, чтобы он задал Кэмерон вопрос: «Вы присоединитесь к нам?». Будущий Джон Коннор задавал этот вопрос этому же терминатору, но тогда он получил отрицательный ответ. Кэмерон понимает, что теперь этот T-1001 на их стороне, и отправляется с Джоном на штурм лос-анджелесской тюрьмы для освобождения Сары Коннор. Джон Генри помогает им, открывая все замки и камеры с заключёнными, устраивая тем самым переполох в тюрьме. В сильной перестрелке Кэмерон получает серьёзные повреждения. Бежав из тюрьмы и всё ещё не зная того, что Джон Генри — союзник (Кэмерон ничего не сказала о произошедшем), команда Сары отправляется уничтожить его. Происходит долгожданная встреча Джона и Сары с Кэтрин Уивер, которая собирается посвятить их в свои планы, но в это время их всех пытается убить секретный беспилотник (из 15-го эпизода), и Уивер трансформирует своё тело в непробиваемый щит. Этим ей приходится выдать себя, спасая Джона, Сару и Джеймса. Становится ясно, что она является Т-1001. В это время Камерон, ослушавшись договорённости сидеть в машине и ждать возвращения Джона и Сары, идёт в подвал компании «Зейра», где встречается с Джоном Генри. Но вместо того, чтобы убить его, она отдаёт ему свой чип, и Джон Генри вместе с ним перемещается в будущее. На экранах компьютеров Кэмерон оставляет сообщение: прости меня, Джон (англ. I’m sorry John). Джон в полном отчаянии бросается в будущее за чипом Кэмерон, Уивер отправляется с ним, оставляя Эллисону заботы о Саванне. Сара решает остаться и плыть по течению. Джон Коннор и Кэтрин Уивер попадают в будущее, но тело Кэмерон не проходит, так как был сильно поврежден кожный покров. Становится ясно, что в будущем Джон не является лидером сопротивления (потому что он прошёл сквозь время и не был свидетелем апокалипсиса, следовательно, знать о нём никто и не мог). Он встречает Дерека, своего отца Кайла и Эллисон Янг — девушку, по образу которой была создана Кэмерон. Финальной сценой становится разряд молнии над точкой перемещения, где слышны слова Сары Коннор: "Я тоже тебя люблю!" — это ответ Сары Джону, который ранее, перед входом в кабинет Уивер, сказал маме, что любит её. |                                                                                                 |                                                               |                               |                                 |                                       |
| |                                                                                                 |                                                               |                               |                                 |                                       |